# NGC 2273
NGC 2273 este o galaxie seyfert de tip 2⁠(d) situată în constelația Linxul. A fost descoperită în 1867 de către Nils Dunér⁠(d). Se află la o distanță de 28,7 de megaparseci de Pământ.